# Léon Delafosse
Léon Delafosse (París, 1874 - idem. 1951) fou un talentós pianista i compositor francès.
Estudià al Conservatori de París, aconseguint el primer premi de piano i harmonia. Com a concertista es distingí des de l'edat de set anys.
Entre les seves obres, cal citar:
- Concerts per a piano i orquestra (1898);
- Quintette de fleurs (1896);
- Soirée d'amour (1895);
- Concertstücks per a piano i orquestra;
- Mandolines à la Passante;
- Cinq Fantaisies, i diverses obres per a piano.